# Trichocentrum costaricense
Trichocentrum costaricense är en orkidéart som beskrevs av Mora-ret. och Franco Pupulin. Trichocentrum costaricense ingår i släktet Trichocentrum och familjen orkidéer.
Artens utbredningsområde är Costa Rica. Inga underarter finns listade i Catalogue of Life.